# Halve marathon van Egmond 1978
De halve marathon van Egmond 1978 vond plaats op zondag 8 januari 1978. Het was de zesde editie van deze halve marathon. De organisatie was in handen van de KNAU en wielervereniging Le Champion. Het aantal inschrijvingen van 3700 was een record. 
De wedstrijd bij de mannen en vrouwen werd gewonnen door respectievelijk Theo Verbeek en Marja Wokke in 1:06.25 en 1:19.45. Voor beiden was het hun eerste overwinning in Egmond aan Zee. De prestatie van Marja Wokke gold bovendien als beste wereldprestatie ooit (een officieel wereldrecord op de halve marathon bestond in 1978 nog niet). 
Naast de wedstrijd over de halve marathon waren er trimlopen over 3 km en 7 km.

## Uitslagen

### Mannen
| Positie | Atleet            | Land      | Tijd    |
| ------- | ----------------- | --------- | ------- |
| 1       | Theo Verbeek      | Nederland | 1:06.25 |
| 2       | Gerard Mentink    | Nederland | 1:06.26 |
| 3       | Barry Kneppers    | Nederland | 1:06.40 |
| 4       | Walter van Rossum | Nederland | 1:08.50 |
| 5       | Bert Klop         | Nederland | 1:08.55 |

### Vrouwen
| Positie | Atlete           | Land      | Tijd     |
| ------- | ---------------- | --------- | -------- |
| 1       | Marja Wokke      | Nederland | 1:19.45  |
| 2       | Corrie Konings   | Nederland | 1:20.15  |
| 3       | Joke van Bruggen | Nederland | 1:30.30  |
| 4       | Anneke Zeinstra  | Nederland | onbekend |
| 5       | Mieke Koopmans   | Nederland | onbekend |

1973 ·
1974 ·
1975 ·
1976 ·
1977 ·
1978 ·
1979 ·
1980 ·
1981 ·
1982 ·
1983 ·
1984 ·
1985 ·
1986 ·
1987 ·
1988 ·
1989 ·
1990 ·
1991 ·
1992 ·
1993 ·
1994 ·
1995 ·
1996 ·
1997 ·
1998 ·
1999 ·
2000 ·
2001 ·
2002 ·
2003 ·
2004 ·
2005 ·
2006 ·
2007 ·
2008 ·
2009 ·
2010 ·
2011 ·
2012 ·
2013 ·
2014 ·
2015 ·
2016 ·
2017 ·
2018 ·
2019 ·
2020 ·
2021 ·
2022 ·
2023 ·
2024 ·
2025